# Kaleidoscope (groupe américain)
Pour le groupe britannique, voir Kaleidoscope (groupe britannique). Pour les autres significations, voir Kaléidoscope (homonymie).
Kaleidoscope était un groupe de folk psychédélique américain qui enregistra 4 albums pour Epic Records entre 1966 et 1970. 
Il ne faut pas les confondre avec le groupe britannique Kaleidoscope qui a ensuite changé de nom en "Fairfield Parlour" pour éviter la confusion avec le groupe américain traité ici.

## Historique
Le groupe original comprenait Solomon Feldthouse, David Lindley, Chris Darrow, Chester Crill (alias Max Budda, Fenrus Epp, Templeton Parcely) et John Vidican. Ils étaient capables de jouer d'une grande quantité d'instruments et de styles musicaux différents, de leurs premiers titres psychédéliques comme "Egyptian Gardens", "Pulsating Dream" ou "Taxim", qu'ils jouèrent au Festival Folk de Berkeley le 4 juillet 1967. Ils faisaient partie des rares groupe de rock ayant des morceaux de Cab Calloway et Duke Ellington dans leur répertoire. 
En 1967, leur "single" Stranger in Your City/Beacon from Mars, enregistré live en studio, fit partie des influences de Led Zeppelin qui admiraient le solo feedback de  Lindley.
Darrow et Vidican furent remplacés par Stuart Brotman et Paul Lagos sur les 3e et 4e albums.   Fin 1969, Kaleidoscope contribue pour 2 chansons ("Brother Mary" et "Mickey's Tune") à la musique du film Zabriskie Point de Michelangelo Antonioni.

## Discographie

### Albums
- 1967 : Side Trips
- 1968 : A Beacon from Mars
- 1969 : Incredible! Kaleidoscope
- 1970 : Bernice
- 1977 : When Scopes Collide
- 1983 : Bacon from Mars (1967-1969) (compilation)
- 1984 : Rampé Rampé (Raretés)
- 1993 : Blues from Baghdad - The Very Best of Kaleidoscope (compilation)

### Singles
- 1966 : Please / Elevator Man
- 1967 : Why Try / Little Orphan Annie
- 1967 : I Found Out / Rampé Rampé
- 1967 : Nobody / face B de  Larry Williams & Johnny 'Guitar' Watson
- 1968 : Hello Trouble / Just a Taste
- 1969 : Killing Floor / Lie to Me